# Совата
 Тази статия е за селото в България.  За града вижте Совата (Румъния).  За водопада вижте Водопад Совата.
Сова̀та е село в Северна България, община Свищов, област Велико Търново.

## География
Село Совата се намира в средната част на Дунавската равнина, на 10 – 11 км югоизточно от Свищов. Съседни са му селата Царевец – около 8 км на северозапад, Вардим – около 7 км на север, Караманово – около 6 км на изток, Хаджидимитрово – около 3 км на юг и Козловец – около 8 км на югозапад.
Селото е разположено сред невисоки разлати хълмове, върху терен със среден наклон около 3% на югоизток, където на 300 – 400 м река Студена прави широк и изпъкнал към селото завой, а в нея се влива като ляв приток течащата южно от селото малка местна река, събираща водите и от землищата на Българско Сливово и Ко̀зловец.
През Сова̀та минава третокласният републикански път, който в границите на селото е негова главна улица и води на северозапад към Царевец и Свищов, а на югоизток – през село Павел към Полски Тръмбеш.
В центъра на селото при параклиса надморската височина е около 52 м.
Край Совата има над две хиляди декара лозови масиви. 
Населението на село Совата , наброяващо 397 души към 1975 г., постепенно намалява до 123-ма към 2018 г.

## История
Село Совата е създадено през 1970 г.  от дотогавашната населена местност ДЗС „Сова̀та“, която е призната за село .
През септември 2015 г. в Совата е осветен новоизграденият параклис „Свети Николай“. 

## Население
Преброяване на населението през 2011 г.
Численост и дял на етническите групи според преброяването на населението през 2011 г.:
|                     | Численост | Дял (в %) |
| Общо                | 142       | 100,00    |
| Българи             | 140       | 98,59     |
| Турци               | 0         | 0,00      |
| Цигани              | 0         | 0,00      |
| Други               | 0         | 0,00      |
| Не се самоопределят | 0         | 0,00      |
| Неотговорили        | 0         | 0,00      |

## Обществени институции
Село Совата е център на кметство Совата. 
В селото има пощенска станция. 